# Hans Edgar Paulsen
Hans Edgar Paulsen (23 aprile 1946) è un ex calciatore norvegese, di ruolo attaccante.

## Carriera

### Giocatore

#### Club
Paulsen giocò per il Viking dal 1967 al 1975. In questo periodo, vinse quattro campionati (1972, 1973, 1974 e 1975).

#### Nazionale
Conta 4 presenze e 2 reti per la Norvegia. Esordì il 17 giugno 1970, trovando anche la rete nella vittoria per 2-0 sulla Finlandia.

### Allenatore
Dal 1976 al 1978, fu allenatore del Vidar.

## Palmarès

### Club

#### Competizioni nazionali
- Campionato norvegese: 4

Viking: 1972, 1973, 1974, 1975